# Tintin och hajsjön
Tintin och hajsjön är ett seriealbum som är baserat på filmen Tintin i hajsjön. Den består till viss del av stillbilder från filmen, försedda med pratbubblor och är producerad 1973. Det gavs det ut i svensk översättning, som Carlsen/if:s Tintin-album nummer 20.

## Handling
I inledningen sker ett inbrott på ett museum där världens största pärla blir stulen. Det är nära att de misslyckas, men de byter ut den äkta pärlan mot en kopia. Serien fortsätter med att Tintin och Kapten Haddock landar på en stor internationell flygplats i Syldavien för en semesterresa. De planerar att tillbringa sin tid tillsammans med sin vän Professor Kalkyl, som har en villa på landet i Syldavien. De byter till ett litet flygplan, och en olycka är nära att inträffa. Tintin lyckas nödlanda och de får hjälp av barnen Niko och Nosjka och deras hund. Barnen blir goda vänner med Tintin och Kapten Haddock, och får följa med och besöka villan där Professor Kalkyl bor. Villan ligger vid en mystisk konstgjord sjö där en hel stad har översvämmats för att sjön skulle skapas. Halva sjön, som heter Flechizaff-sjön, visar sig ligga i grannlandet Bordurien. Folk är rädda för sjön och tror att den är förbannad. Mystiken tätnar när Professor Kalkyls ritningar till en maskin som kan kopiera föremål försvinner. Det visar sig att professorns hushållerska är en spion som stjäl ritningarna och rapporterar till ett stort högkvarter som tillhör ett gangstersyndikat. Efter en tid blir Tintins vänner Niko och Nosjka kidnappade av skurkar och förs till syndikatets högkvarter som fångar. Tintin avslöjar hushållerskan och så småningom blir Tintin tvungen att söka upp skurkarna och möter deras mystiska ledare, som visar sig vara Tintins gamla ärkefiende Rastapopoulos. Tintin hittar Rastapopoulos sittande i en fåtölj framför en stor kontrollpanel där han kan styra hela organisationens aktiviteter och fjärrstyra maskiner, som till exempel undervattensfarkoster. Niko och Nosjka försöker fly och stjäl en undervattensfarkost från banditerna, men detta misslyckas då Rastapopoulos lyckas fjärrstyra farkosten.

## Inspirationskällor
Berättelsen har influenser från olika håll. De två syldaviska barnen Niko och Nosjka har i sitt beteende stora likheter med Johan och Lotta i Hergés album om Johan, Lotta och Jocko. De har samma lite lillgamla beteende och de är barn som kan ta upp kamper mot vuxna skurkar, de drar sig inte heller för att slåss mot dem. De har också samma uppfinningsrikedom som Johan och Lotta och som även är en egenskap som Tintin själv visar upp ibland. Det framgår också att Niko och Nosjka behärskar att hantera högteknologi mycket smidigt vilket även Johan och Lotta kan. Niko och Nosjka är dock syldaviska barn medan Johan och Lotta är franska. Rastapopoulos är här en supergangster av ett slag som avviker från de berättelser han tidigare varit med i. Här är han en storskurk som håller sig i en stor hemlig anläggning under vattnet med högteknologi. En del likheter finns med den undervattensanläggning i "S/S Manitoba" svarar inte som är det första albumet med Johan, Lotta och Jocko. Men Rastapopoulos bär också drag av de supergangsters som finns i James Bond och undervattensanläggningen som Rastapopoulos befinner sig i har också typiska drag från filmerna om James Bond. Berättelsen i detta album påminner också till en del om Bond-filmerna.
Hergé har i efterhand aldrig velat kännas vid den här serieversionen av filmen.